# Руффи, Маурисиу
Маури́сиу ди Ли́ма Са́нтус (порт.-браз. Maurício de Lima Santos; род. 17 июня 1996 год, Сан-Паулу, Бразилия), более известный как Маури́сиу Ру́ффи (Maurício Ruffy) — бразильский боец смешанного стиля, в настоящее время выступающий в Ultimate Fighting Championship в лёгкой весовой категории. Бывший чемпион бразильских бойцовских организаций Mega Fight Championship и Centurion FC. Занимает 15 строчку официального рейтинга UFC в лёгком весе

## Титулы и достижения

#### Ultimate Fighting Championship
- Обладатель премии «Выступление вечера» (два раза) против Джейми Малларки и Кинг Грина.

#### Maximum Fighting Championship
- Чемпион в супер-лёгком весе (один раз, бывший)

#### Centurion FC
- Победитель турнира в полусреднем весе

## Статистика в MMA
| Боёв 13  | Побед 12 | Поражений 1 |
| -------- | -------- | ----------- |
| Нокаутом | 11       | 1           |
| Сдачей   | 0        | 0           |
| Решением | 1        | 0           |

| Результат | Рекорд | Соперник             | Способ                                   | Турнир                           | Дата             | Раунд | Время | Место                    | Примечание                                      |
| --------- | ------ | -------------------- | ---------------------------------------- | -------------------------------- | ---------------- | ----- | ----- | ------------------------ | ----------------------------------------------- |
| Победа    | 12-1   | Кинг Грин            | Нокаут (удар ногой в голову с разворота) | UFC 313                          | 8 марта 2025     | 1     | 2:07  | Лас-Вегас, Невада, США   | «Выступление вечера» (2)                        |
| Победа    | 11-1   | Хамес Льонтоп        | Единогласное решение                     | UFC 309                          | 16 ноября 2024   | 3     | 5:00  | Нью-Йорк, США            |                                                 |
| Победа    | 10-1   | Джейми Малларки      | Технический нокаут (удары руками)        | UFC 301                          | 5 мая 2024       | 1     | 4:42  | Рио-де-Жанейро, Бразилия | Вернулся в лёгкий вес; «Выступление вечера» (1) |
| Победа    | 9-1    | Раймонд Магомедалиев | Технический нокаут (удары руками)        | Dana White's Contender Series 65 | 4 октября 2023   | 3     | 4:45  | Лас-Вегас, Невада, США   |                                                 |
| Победа    | 8-1    | Корнелиу Ротару      | Технический нокаут (удары руками)        | Centurion FC - Rex Redemptor     | 26 мая 2023      | 1     | 4:23  | Рио-де-Жанейро, Бразилия | Выиграл финал Centurion FC в полусреднем весе   |
| Победа    | 7-1    | Ронис Торрес         | Технический нокаут (удары руками)        | Centurion FC - Rex Redemptor     | 26 мая 2023      | 1     | 4:21  | Рио-де-Жанейро, Бразилия | Вернулся в полусредний вес                      |
| Победа    | 6-1    | Бренну Гонсалвес     | Технический нокаут (удары руками)        | Arena Pride MMA 4                | 26 июня 2022     | 1     | 1:25  | Сантус, Бразилия         |                                                 |
| Поражение | 5-1    | Мануэл Силва         | Нокаут (удары руками)                    | Standout Fighting Tournament 18  | 1 декабря 2019   | 2     | 2:41  | Сан-Паулу, Бразилия      | Вернулся в лёгкий вес                           |
| Победа    | 5-0    | Дерлан Маринью       | Нокаут (удары руками)                    | Mega Fight Championship 2        | 22 июня 2019     | 1     | 3:35  | Озаску, Бразилия         | Завоевал титул чемпиона MFC в супер-легком весе |
| Победа    | 4-0    | Рафаэл Силва         | Технический нокаут (удар рукой)          | Standout Fighting Tournament 8   | 16 декабря 2018  | 2     | 1:08  | Сан-Паулу, Бразилия      |                                                 |
| Победа    | 3-0    | Лукас Коста          | Технический нокаут (удары локтями)       | Batalha MMA 13                   | 30 июня 2018     | 1     | 1:42  | Озаску, Бразилия         | Дебют в полусреднем весе                        |
| Победа    | 2-0    | Вендсон Сантус       | Технический нокаут (удары руками)        | Gold Fight 9: Gabriel vs. Escurr | 26 августа 2017  | 1     | 1:04  | Сан-Паулу, Бразилия      |                                                 |
| Победа    | 1-0    | Марлон Паула         | Технический нокаут (удары руками)        | Premium Fight Championship 6     | 18 сентября 2016 | 1     | 0:30  | Сан-Паулу, Бразилия      | Дебют в лёгком весе 1.                          |